# Championnat de Libye de football 2018-2019
Navigation
Saison précédente Saison suivante
La saison 2018-2019 du Championnat de Libye de football est la quarante-septième édition du championnat de première division libyenne. Vingt-quatre clubs prennent part au championnat organisé par la fédération. Les équipes sont réparties en deux poules de douze où elles rencontrent leurs adversaires deux fois au cours de la saison. À l'issue du premier tour, les deux premiers de chaque groupe s'affrontent pour déterminer les qualifiés pour la Ligue des champions et pour la Coupe de la confédération. À la fin des rencontres de poules, les deux derniers de chaque poule sont relégués.

## Championnat abandonné
Le championnat a été suspendu une première fois mi-février, puis lors de la bataille de Tripoli toutes les rencontres ont été reportées.
La Ligue annonce le 15 juin 2019 l'abandon du championnat.
La Ligue décide que Al-Ittihad Tripoli représentera la Libye en Coupe de la confédération et Al Nasr Benghazi en Ligue des Champions.

## Les clubs participants
- Al Madina
- Khaleej Syrte
- Al Hilal Benghazi
- Al Tahaddy Benghazi
- Al Wahda Tripoli
- Al Shat Tripoli
- Al Olympic Zaouia
- Asswehly Sports Club
- Al Nasr Benghazi
- Al Ahly Benghazi SC
- Al Ahly Tripoli
- Alakhdhar SC
- Al-Ittihad Tripoli
- Al Sadaqa - Promu de D2
- Darnes Darnah
- Abu Salem SC - Promu de D2
- Al Mahalla
- Shabab Al-Jabal
- Al-Ta'awon
- Al-Anwar
- Ngom Ajdabya
- Al-Ittihad Misrata
- Al-Khums
- Rafik Sorman

## Compétition
L'ensemble des classements utilise le barème suivant :
- Victoire : 3 points
- Match nul : 1 point
- Défaite : 0 point

### Première phase
| Rang | Équipe              | Pts | J  | G | N | P | Bp | Bc | Diff |
| ---- | ------------------- | --- | -- | - | - | - | -- | -- | ---- |
| 1    | Al Ahly Benghazi SC | 25  | 11 | 7 | 4 | 0 | 17 | 6  | +11  |
| 2    | Al Nasr BenghaziT   | 23  | 11 | 7 | 2 | 2 | 15 | 6  | +9   |
| 3    | Alakhdhar SC        | 23  | 11 | 7 | 2 | 2 | 15 | 6  | +9   |
| 4    | Al Hilal Benghazi   | 19  | 11 | 6 | 1 | 4 | 14 | 11 | +3   |
| 5    | Al-Ta'awon          | 18  | 11 | 4 | 6 | 1 | 9  | 9  | 0    |
| 6    | Shabab Al-Jabal     | 17  | 11 | 4 | 5 | 2 | 8  | 6  | +2   |
| 7    | Al-Sadaqa P         | 14  | 11 | 3 | 5 | 3 | 8  | 9  | -1   |
| 8    | Ngom Ajdabya        | 11  | 11 | 3 | 2 | 6 | 12 | 18 | -6   |
| 9    | Al Tahaddy Benghazi | 10  | 11 | 2 | 4 | 5 | 10 | 8  | +2   |
| 10   | Darnes Darnah       | 9   | 11 | 2 | 3 | 6 | 5  | 10 | -5   |
| 11   | Khaleej Syrte       | 6   | 11 | 0 | 6 | 5 | 1  | 7  | -6   |
| 12   | Al-Anwar            | 2   | 11 | 0 | 2 | 9 | 4  | 15 | -11  |

| Rang | Équipe               | Pts | J  | G | N | P | Bp | Bc | Diff |
| ---- | -------------------- | --- | -- | - | - | - | -- | -- | ---- |
| 1    | Al-Ittihad Tripoli   | 22  | 10 | 7 | 1 | 2 | 16 | 5  | +11  |
| 2    | Asswehly Sports Club | 18  | 8  | 6 | 0 | 2 | 16 | 11 | +5   |
| 3    | Al Ahly Tripoli      | 18  | 10 | 5 | 3 | 2 | 14 | 9  | +5   |
| 4    | Al Madina            | 16  | 8  | 4 | 4 | 0 | 8  | 3  | +5   |
| 5    | Al Wahda Tripoli     | 15  | 10 | 4 | 3 | 3 | 7  | 7  | 0    |
| 6    | Abu Salem P          | 11  | 9  | 2 | 6 | 1 | 5  | 2  | +3   |
| 7    | Al-Khums             | 12  | 10 | 3 | 3 | 4 | 4  | 7  | -3   |
| 8    | Al-Ittihad Misrata   | 10  | 9  | 2 | 4 | 3 | 11 | 9  | +2   |
| 9    | Al Olympic Zaouia    | 10  | 10 | 2 | 4 | 4 | 10 | 11 | -1   |
| 10   | Al Shat Tripoli      | 6   | 10 | 0 | 6 | 4 | 2  | 10 | -8   |
| 11   | Al Mahalla           | 6   | 10 | 0 | 6 | 4 | 1  | 9  | -8   |
| 12   | Rafik Sorman         | 4   | 10 | 0 | 4 | 6 | 5  | 16 | -11  |

- source mise à jour : 6 avril 2019.

- Championnat abandonné, la Ligue décide que Al-Ittihad Tripoli représentera la Libye en Coupe de la confédération et Al Nasr Benghazi en Ligue des Champions.

## Bilan de la saison
| Championnat de Libye de football 2018-2019 |                       |
| Champion                                   | Championnat abandonné |
| Qualifications continentales               |                       |
| Ligue des champions de la CAF 2019-2020    | Al Nasr Benghazi      |
| Coupe de la confédération 2019-2020        | Al-Ittihad Tripoli    |
| Promotions et relégations                  |                       |
| Promus en Premier League                   |                       |
| Relégués en Second Division                |                       |